# Byrsonima onishiana
Byrsonima onishiana är en tvåhjärtbladig växtart som beskrevs av W.R. Anderson. Byrsonima onishiana ingår i släktet Byrsonima och familjen Malpighiaceae. Inga underarter finns listade i Catalogue of Life.